# Tommaso Rinaldi (orafo)

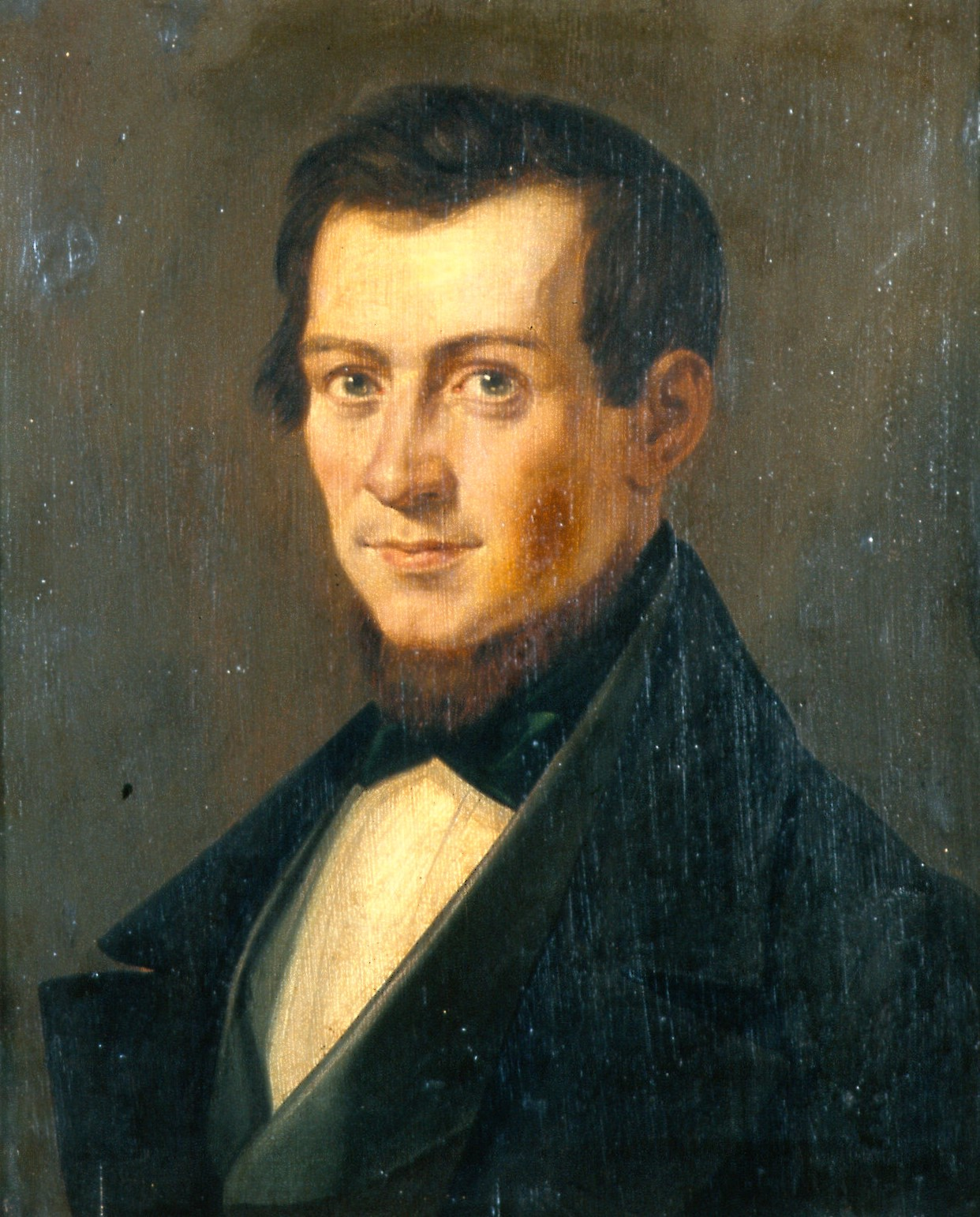
Luigi Manzini, Ritratto di Tommaso Rinaldi, olio su tela, 1850 ca

Tommaso Rinaldi (Modena, 21 dicembre 1814 – 8 ottobre 1877) è stato un orafo italiano.

## Biografia
Tommaso Rinaldi nacque a Modena da una modesta famiglia di agricoltori. Nonostante le difficoltà economiche che non gli consentirono un’adeguata formazione culturale, il giovane Rinaldi riuscì a distinguersi come orafo grazie alla protezione di Giovanni Borsari e allo studio costante intrapreso presso la bottega di Giacomo e Luigi Vincenzi.

## L’Attività orafa

### La Società d’Incoraggiamento

Tommaso Rinaldi, Monumento a Benvenuto Cellini, 1862, Museo Civico di Modena, particolare.

Tommaso Rinaldi, Monumento a Benvenuto Cellini, 1862, Museo Civico di Modena

In seguito a un periodo poco fiorente per le botteghe modenesi, nel campo dell'oreficeria del XIX secolo si assistette ad una lenta ripresa grazie alla committenza ecclesiastica più incline ad affidare gli incarichi alle botteghe locali.

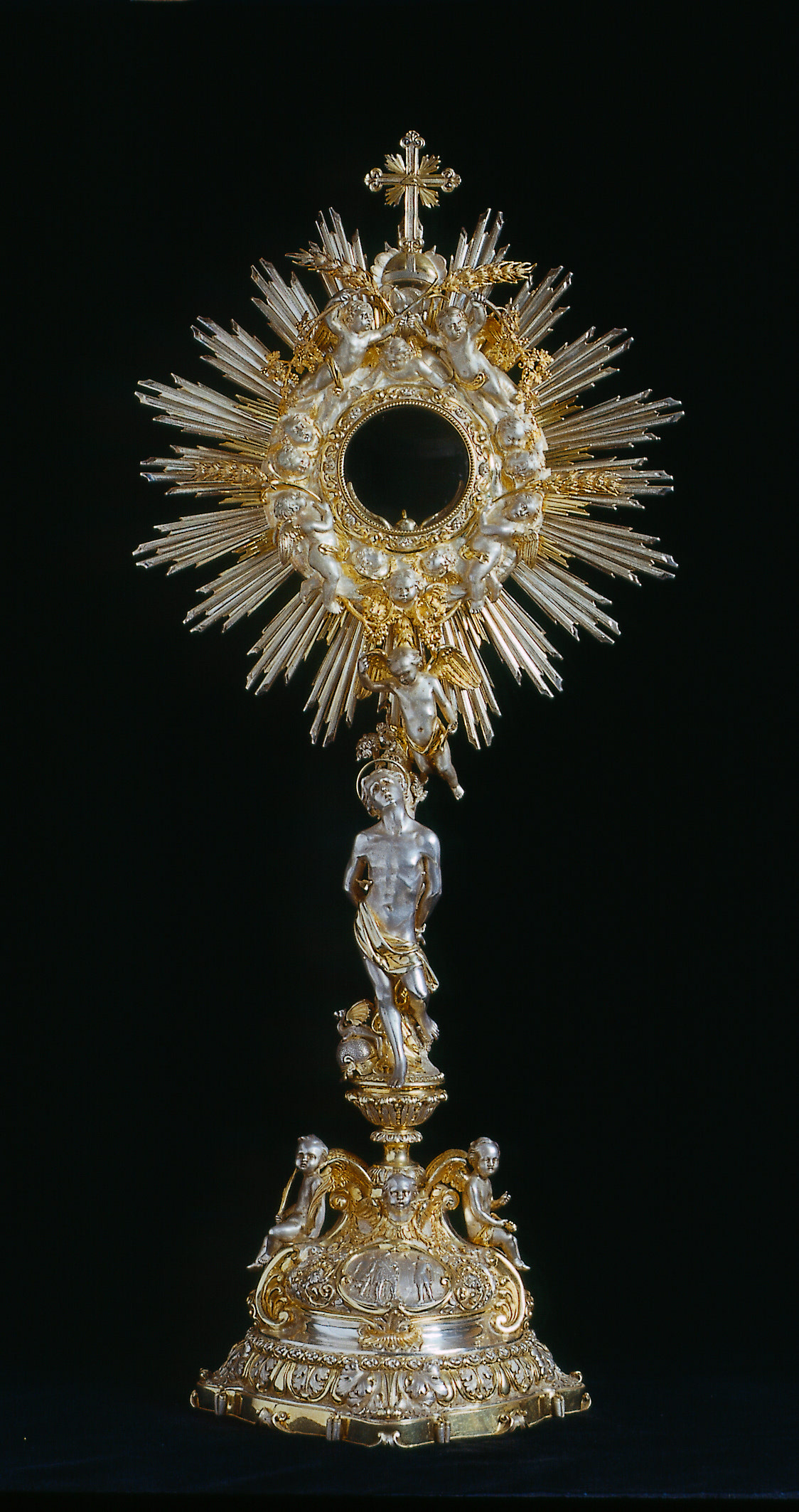
Tommaso Rinaldi, Ostensorio, 1859

Approvata dal Duca Francesco V, nel 1844 fu fondata a Modena la “Società d’Incoraggiamento per gli artisti degli Stati Estensi” che dava la possibilità agli artisti di esporre ogni tre anni e vendere le proprie opere nel tentativo di coinvolgere quanto più possibile l’intera città di Modena. Ai più meritevoli fu consegnata una medaglia realizzata da Tommaso Rinaldi che la Società fece coniare dalla Zecca di Milano in trecento pezzi in rame e una dozzina in argento. La medaglia, ideata da Carlo Malmusi e disegnata da Adeodato Malatesta, fece vincere il concorso a Rinaldi indetto dalla stessa Società nel 1847: il fronte mostra la Società nelle vesti di una figura femminile, accompagnata dall’Amor Patrio personificato da un fanciullo, che si rivolge a un giovane alato rappresentante il Genio delle Belle Arti; sul verso della medaglia invece compare la scritta SOCIETÀ D’INCORAGGIAMENTO PER LE ARTI DI MODENA circondata da una corona formata da rami di alloro e di quercia.

### La partecipazione alle Esposizioni
Rinaldi ottenne importanti committenze sia pubbliche che private e numerosi riconoscimenti partecipando a varie Esposizioni, elogiato in particolar modo nell’arte del cesello. 
Nel 1851 Tommaso Rinaldi decise di fondare una società insieme a Giuseppe Rocca e Giuseppe Algeri e di avviare una bottega situata sotto il Portico del Collegio di Modena. Con la morte del Rocca, il Rinaldi abbandonò l’attività nel 1865 per fondarne un’altra insieme a Ferdinando Torricelli adottando come punzone un cigno con le iniziali del cognome dei due soci, R&T.
Nel 1859 don Giuseppe Vellani, parroco di San Paolo, commissionò un Ostensorio in oro e argento destinato alla confraternita di San Sebastiano. La grande maestria dell'artista fu riconosciuta da Giovanni Barozzi che gli dedicò un sonetto elogiativo pubblicato lo stesso anno:
(G.Barozzi, All'Egregio artista Tommaso Rinaldi)
Nel 1861 vinse la Prima Esposizione Italiana di Firenze presentando un pregiato vaso in argento ma il riconoscimento più importante lo ricevette all’Esposizione di Londra nel 1862 presentando il suo capolavoro, Il Trionfo, monumento in argento sbalzato e cesellato dedicato a Benvenuto Cellini commissionato dall’avvocato Giuseppe Mattioli alla ditta di Rinaldi nel gennaio 1859. Durante la consegna delle medaglie d’onore avvenuta a Modena il 7 giugno 1863 Carlo Malmusi, vicepresidente del sottocomitato modenese per l’Esposizione, elogiò con lusinghiere parole l’opera di Rinaldi. Esaltata anche da altre illustri personalità, l’avvocato Mattioli decise di esporre l'opera nel 1865 in Palazzo delle Finanze in occasione di un breve soggiorno di Vittorio Emanuele II e nel 1878 in Palazzo Ducale per il passaggio di re Umberto I e la moglie Margherita. Per volontà di Mattioli, venuto a mancare nel 1879, il monumento entrò a far parte delle raccolte del Museo civico di Modena a partire dal 1907 oltre ai suoi modellini in piombo e ai disegni degli episodi in bassorilievo di Ferdinando Manzini.